# Beatrice Regina della Scala
Beatrice Regina della Scala, född 1331, död 1384, var dam av Milano genom sitt äktenskap med Bernabò Visconti, herre av Milano, mellan 1350 och 1384. 

## Biografi
Hon var dotter till Mastino II della Scala, herre av Verona, Brescia, Parma och Lucca, och Taddea da Carrara. Äktenskapet arrangerades som en allians mellan Verona och Milano. Paret hade uppenbarligen en god relation: Bernabo beskrivs som grym och obehärskad, men det påpekas att hon var den enda som kunde närma sig honom och nå fram till honom då han hade ett raseriutbrott. Regina beskrivs som viljestark och ansågs uppenbarligen ha förmågan att påverka Bernabo politiskt: det storpolitiskt mycket aktiva helgonet Katarina av Siena skrev till Regina då hon ville ha Bernabos samarbete i politiska ämnen
Paret fick sjutton barn.